# Festival da Canção
Das Festival da Canção ist ein portugiesisches Musikfestival. Es wird seit Portugals Debüt beim Eurovision Song Contest 1964 als portugiesischer Vorentscheid für den Eurovision Song Contest ausgetragen, und vom öffentlich-rechtlichen Fernsehsender Rádio e Televisão de Portugal (RTP) produziert und übertragen.

## Geschichte
In folgenden Jahren nahm Portugal nicht am ESC-Wettbewerb teil oder es fand kein Festival da Canção statt:
- 1970: Trotz der Nichtteilnahme Portugals fand ein Festival da Canção statt, Gewinner wurde Sérgio Borges mit dem Titel Onde Vais Rio Que Eu Canto.
- 2000: Dreißig Jahre später im war Portugal nicht zur Teilnahme zugelassen, trotzdem fand das Festival statt. Gewinnerin des Festival da Canção wurde Liana mit dem Titel Sonhos Mágicos.
- 2002 fand kein Festival statt, da Portugal freiwillig auf eine ESC-Teilnahme verzichtete.
- 2005 fand kein Festival statt, da RTP seinen Kandidaten für Kiew intern auswählte. Ausgewählt wurde das Duo 2B mit dem Lied Amar.
- 2013 fand kein Festival statt, weil Portugal aus finanziellen Gründen die ESC-Teilnahme aussetzte, 2014 jedoch zurückkehrte.
- 2016 fand kein Festival statt, weil Portugal aus finanziellen Gründen und aufgrund von Umstrukturierungen beim Sender aussetzte. 2017 kehrte das Land aber zurück und gewann mit Salvador Sobral den Wettbewerb zum ersten Mal.

### Erfolgreiche Teilnahmen beim Eurovision Song Contest

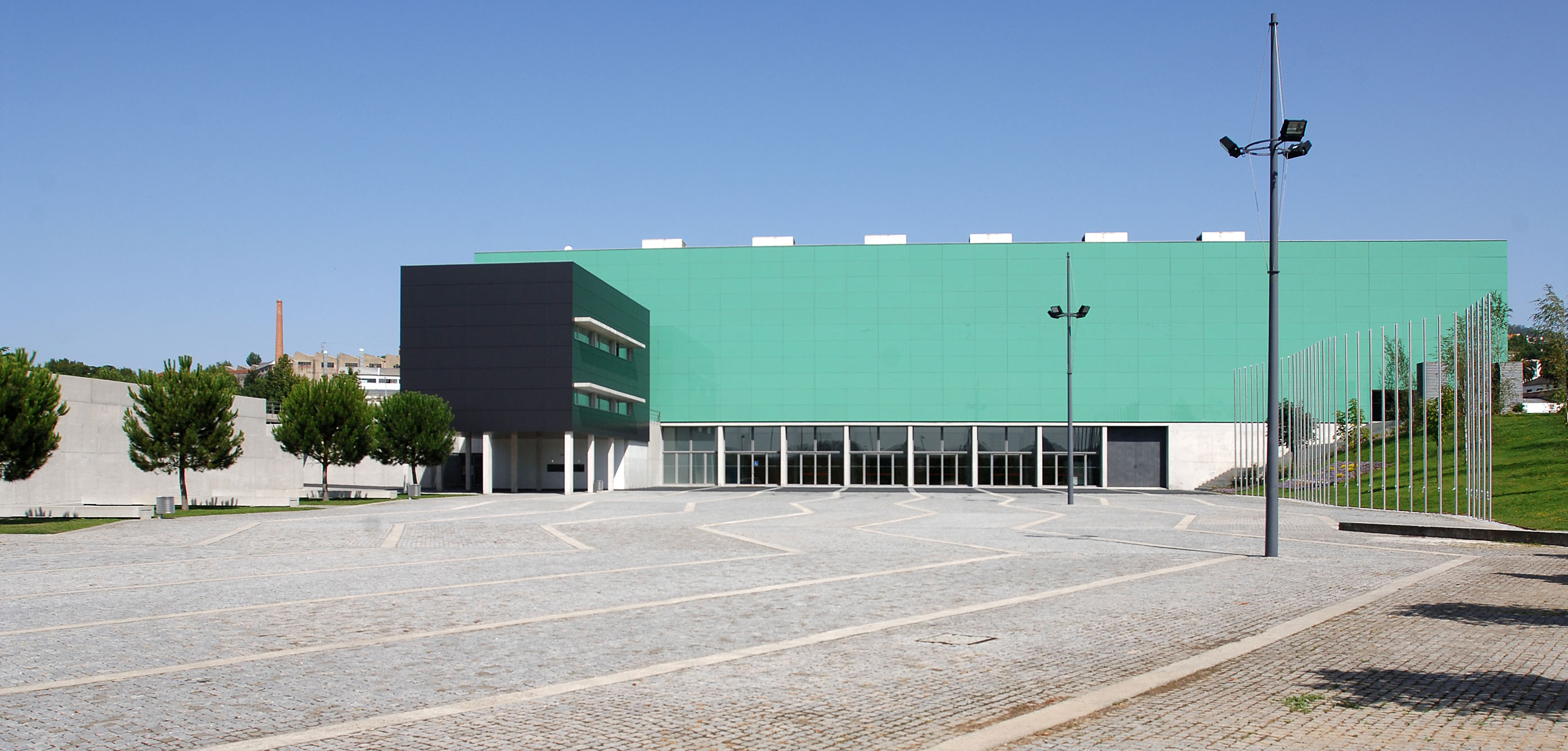
Multiusos de Guimarães Arena, Austragungsort des Finales 2018

Interpreten, die bei dem Eurovision Song Contest nach ihrer Teilnahme am Festival da Canção mindestens den fünften Platz erreicht haben:
| Jahr | Interpret       | Lied Musik (M) und Text (T)       | Platz |
| ---- | --------------- | --------------------------------- | ----- |
| 2017 | Salvador Sobral | Amar pelos dois M/T: Luísa Sobral | 1.    |

## Austragungsorte
Das Festival da Canção findet seit 1964 an unterschiedlichen Orten Portugals statt. Überwiegend findet das Finale in der portugiesischen Hauptstadt Lissabon statt. Die Halbfinals werden neben Lissabon auch in anderen Städten des Landes ausgetragen.
| Halbfinale | Halbfinale      | Halbfinale | Halbfinale                                                       |
| Anzahl     | Stadt           | Austragungsort | Jahr                                                             |
| ---------- | --------------- | --- | ---------------------------------------------------------------- |
| 15         | Lissabon        | Auditório Europa Convento do Beato Estúdios do Lumiar Praça de Touros do Campo Pequeno RTP-Studio Teatro São Luiz Teatro Villaret | 1984 2014 1967, 1993, 1997 2010 1986, 2015, 2017– 1994 1979–1980 |
| 02         | Porto           | RTP-Studio Teatro Nacional São João                                                                                               | 1986 1994                                                        |
| 01         | Algés           | Estúdios da Telecine | 1993                                                             |
| 01         | Azoren          | RTP-Studio | 1986                                                             |
| 01         | Faro            | Conservatório Regional do Algarve                                                                                                 | 2001                                                             |
| 01         | Funchal         | Centro de Congressos da Madeira                                                                                                   | 2001                                                             |
| 01         | Figueira da Foz | Casino Figueira | 1988                                                             |
| 01         | Leiria          | Teatro José Lúcio da Silva | 2001                                                             |
| 01         | Madeira         | RTP-Studio | 1986                                                             |
| 01         | Ponta Delgada   | Teatro Micaelense | 2001                                                             |
| 01         | Setúbal         | Municipal Forum Luísa Todi | 2001                                                             |

| Finale | Finale                | Finale | Finale |
| Anzahl | Stadt                 | Austragungsort | Jahr |
| ------ | --------------------- | --- | --- |
| 44     | Lissabon              | Auditório Europa Centro de Congressos de Lisboa Cinema Monumental Cinema Tivoli Coliseu dos Recreios Coliseu do Porto Convento do Beato Estúdios do Lumiar Feira Internacional de Lisboa Pavilhão Atlântico Praça de Touros do Campo Pequeno RTP-Studio Teatro Camões Teatro Municipal Maria Matos Teatro Politeama Teatro São Luiz Teatro Villaret | 1984 2006 1970, 1979 1971, 1995 1985, 1997, 2017 1983 2014 1964–1968, 1976–1977, 1986, 1988, 2005 1991 1999–2000, 2007 2010 2012, 2015, 2021 2008–2009, 2011 1973–1975, 1981–1982 1996 1969, 1972, 1980, 1992–1994, 1998 1978 |
| 01     | Algueirão-Mem Martins | Estúdios da Endemol | 2004 |
| 01     | Elvas                 | Coliseu Comendador Rondão Almeida | 2020 |
| 01     | Estoril               | Casino Estoril | 1990 |
| 01     | Évora                 | Teatro Garcia de Resende | 1989 |
| 01     | Funchal               | Casino Park Funchal | 1987 |
| 01     | Guimarães             | Multiusos de Guimarães | 2018 |
| 01     | Portimão              | Portimão Arena | 2019 |
| 01     | Porto                 | Coliseu do Porto | 1983 |
| 01     | Santa Maria da Feira  | Europarque | 2001 |
| 01     | Venda do Pinheiro     | Estúdios da Endemol | 2003 |